# Dancing on the Frontline
Dancing on the Frontline è una raccolta del gruppo musicale britannico Enter Shikari, pubblicata il 5 luglio 2024..

## Descrizione
L'album contiene due remix a opera degli Shikari Sound System dei brani Goldfish e Bloodshot, entrambi contenuti nel settimo album in studio A Kiss for the Whole World del 2023, alcuni brani eseguiti dal vivo durante gli episodi del BBC Radio One Rock Show e del BBC Radio Future Sounds ove gli Enter Shikari sono stati ospiti (tra i quali una cover di 2 Be Loved (Am I Ready) della cantante statunitense Lizzo) e i singoli "stand alone" pubblicati dal gruppo tra il 2022 e il 2024. Tutte le versioni fisiche della raccolta contengono inoltre il Blu-ray Bootleg Series Vol. 13, comprendente le esibizioni del gruppo allo Slam Dunk Festival 2023 e al Vainstream Rockfest 2022.

## Tracce
Testi di Rou Reynolds e musiche degli Enter Shikari, eccetto dove indicato.
1. Goldfish (Shikari Sound System Remix) – 3:02
2. Bloodshot (Shikari Sound System Remix) – 2:47
3. The Void Stares Back (feat. Wargasm) – 3:51
4. Bull (feat. Cody Frost) – 3:11 (Enter Shikari, Cody Frost)
5. Strangers (w/ Aviva) – 3:43 (Enter Shikari, Aviva, MataisC, Jean-Paul Fung)
6. Losing My Grip (feat. Jason Aalon Butler) – 2:48 (Enter Shikari, Jason Aalon Butler)
7. It Hurts (BBC Radio 1 Future Sounds Session Version) – 3:23
8. Bull (feat. Cody Frost) (BBC Radio 1 Future Sounds Session Version) – 3:36 (Enter Shikari, Cody Frost)
9. (Pls) Set Me on Fire (BBC Radio 1 Rock Show Session Version) – 3:13
10. A Kiss for the Whole World (BBC Radio 1 Rock Show Session Version) – 3:27
11. Bloodshot (BBC Radio 1 Rock Show Session Version) – 3:25

Bootleg Series Vol. 13
Live at Slam Dunk Hatfield, UK. May 2023
1. (Pls) Set Me on Fire
2. Sssnakepit
3. Juggernauts
4. Anything Can Happen in the Next Half Hour
5. A Kiss for the Whole World
6. The Void Stares Back (w/ Wargasm)
7. Anaesthetist
8. Bloodshot
9. Arguing with Thermometers
10. Satellites
11. It Hurts
12. Havoc B
13. Bull (w/ Cody Frost)
14. The Last Garrison (w/ Cody Frost)
15. Sorry, You're Not a Winner
16. The Dreamer's Hotel

Live at Vainstream Munster, DE. June 2022
1. The Great Unknown
2. Juggernauts
3. Anaesthetist
4. Satellites
5. Arguing with Thermometers
6. Rabble Rouser
7. Sorry, You're Not a Winner
8. The Paddington Frisk
9. The Dreamer's Hotel
10. Live Outside

## Formazione
- Rou Reynolds – voce, chitarra, tastiera, sintetizzatore, tromba
- Rory Clewlow – chitarra, tastiera, voce secondaria
- Chris Batten – basso, tastiera, voce secondaria
- Rob Rolfe – batteria, percussioni, cori

## Classifiche
| Classifica (2024)          | Posizione massima |
| -------------------------- | ----------------- |
| Regno Unito (independent)  | 3                 |
| Regno Unito (rock & metal) | 1                 |